# Spanioptila
Spanioptila là một chi bướm đêm thuộc họ Gracillariidae.

## Các loài
- Spanioptila codicaria Meyrick, 1920
- Spanioptila eucnemis Walsingham, 1914
- Spanioptila nemeseta Meyrick, 1920
- Spanioptila spinosum Walsingham, 1897